# Церква Святого Роха
Церква Святого Роха (порт. Igreja de São Roque) — римо-католицька церква в Лісабоні, Португалія. Це була з найранніших єзуїтських церков у португальському світі та одна з перших єзуїтських церков у світі загалом. Будівля служила церквою єзуїтам у Португалії понад 200 років, до того, як єзуїти були вислані з цієї країни. Після землетрусу 1755 року в Лісабоні церква та її прибудови були передані Лісабонському Святому Дому Милосердя, щоб замінити їх зруйновану церкву та штаб-квартиру.
Церква Святого Роха була однією з небагатьох будівель у Лісабоні, яка пережила землетрус відносно неушкодженою. Збудована в XVI столітті першою єзуїтською церквою, вона спроєктована в стилі «церква-аудиторія» спеціально для проповіді. Вона містить низку каплиць, більшість у стилі бароко початку XVII століття. Найвідоміша каплиця — каплиця святого Іоанна Хрестителя XVIII (Capela de São João Baptista), проєкт італійського архітектора Ніколи Сальві та Луїджі Ванвітеллі, побудована у Римі з багатьох дорогоцінних каменів, яка пізніше була розібрана та реконструйована у Сау Рохе; на той час це була найдорожча каплиця в Європі.

## Історія

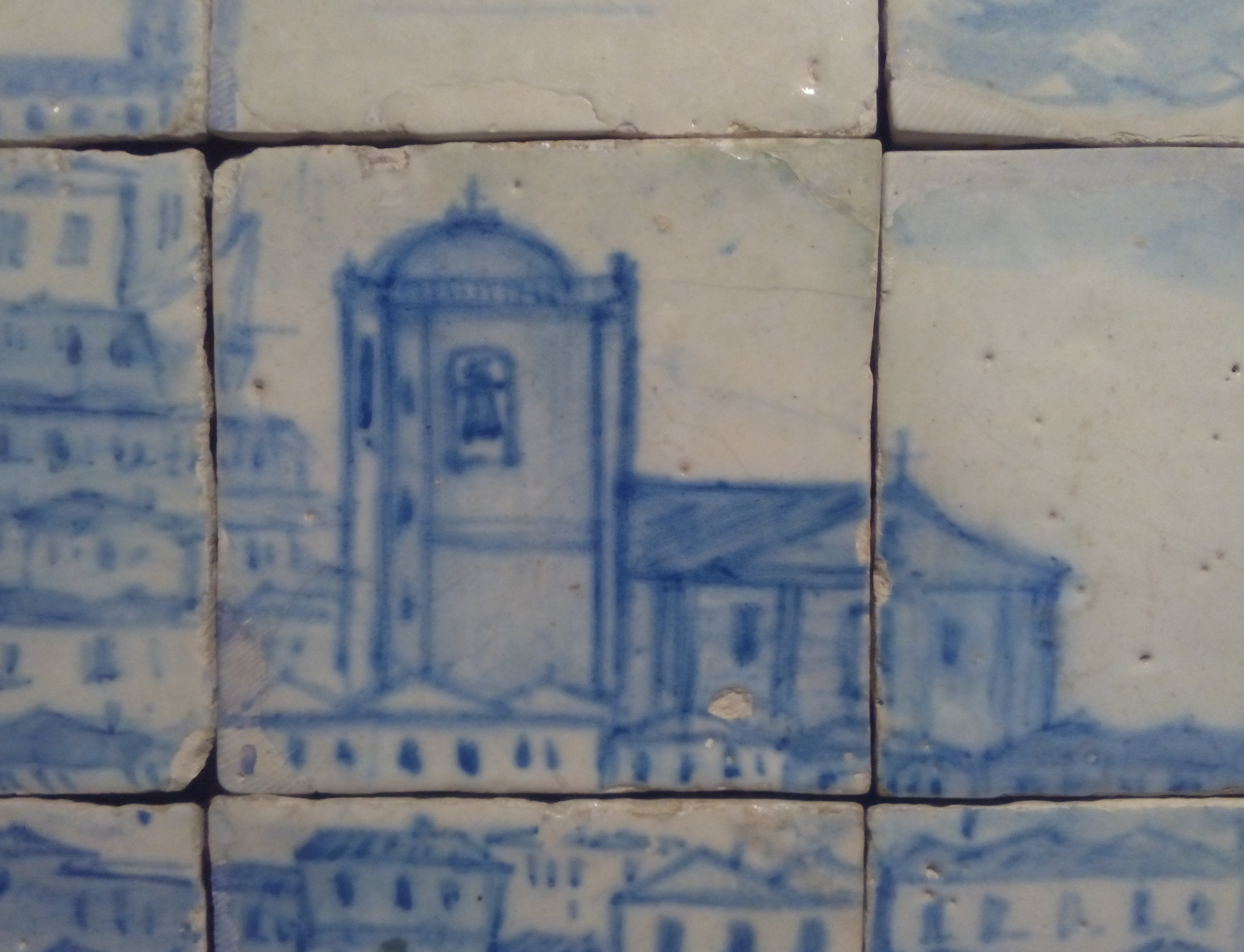
Церква Святого Роха на азулєжуі початку XVII століття.

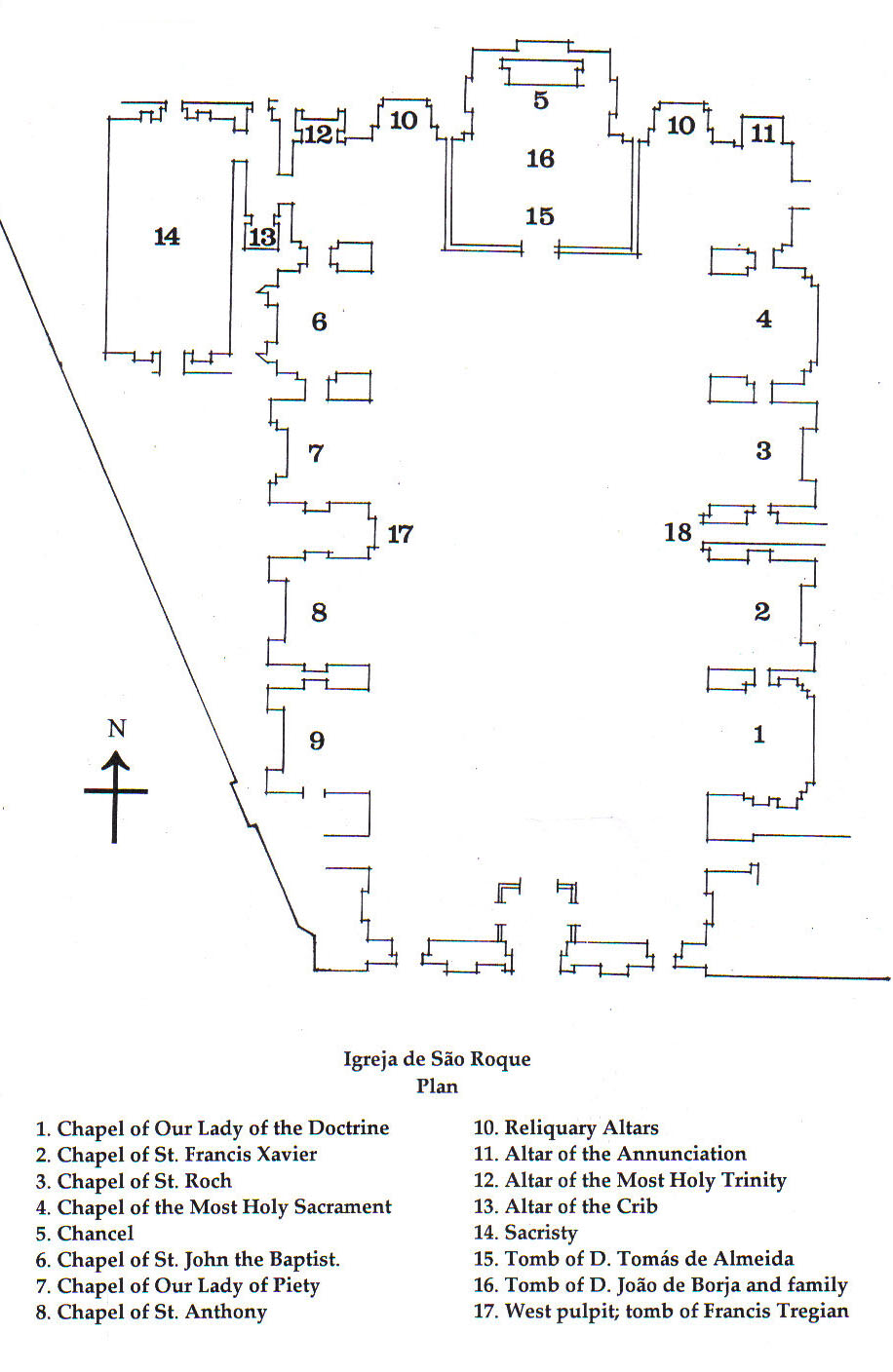
План Церкви Святого Роха

У 1505 р. Лісабон був ослаблений чумою, яка дісталася міста кораблем з Італії. Король і суд навіть були змушені на деякий час тікати з Лісабону. Місцевість Сау Рохе, за міськими стінами (нині місцевість, відома як Байру Альту), стала кладовищем для жертв чуми. Водночас король Португалії Мануел I (правління 1495—1521) звелів доправити з Венеції мощі Святого Роха, покровителя жертв чуми. Реліквія була надіслана венеціанським урядом, і була проведена процесією на гору до кладовища жертв чуми.
Тоді мешканці Лісабона вирішили спорудити святилище на тій місцевості аби розмістити реліквію; будівництво було розпочате 24 березня 1506 р., а храм відкрито 25 лютого 1515 р. Цей ранній храм, згідно з середньовічною традицією, орієнтувався із заходу на схід. «Двір чуми» для поховання жертв чуми примикав до святині і був офіційно відкритий 24 травня 1527 року єпископом Амбросіу. Приблизно в той же час було засновано Братство святого Роха для нагляду й опіки над храмом. До його складу входили люди з усіх класів; Братство існує і сьогодні та підтримує каплицю Святого Роха.
1540 року, після заснування Товариства Ісуса в 1530-х рр., король Жуан III (1521—1557) запросив їх приїхати до Лісабону і в тому ж році прибули перші єзуїти. Вони оселилися спочатку в Шпиталі Ріал де Тодуш-уш-Сантуш, а згодом у коледжі Сау-Анту (де зараз знаходиться лікарня де Сау-Жозе). Однак незабаром вони почали шукати більшу, більш постійну локацію для своєї основної церкви, і вподобали святиню Святого Роха. Після тривалих переговорів Жуан III організував передання святині єзуїтам. Однак угода з Братством передбачала створення каплиці для Святого Роха в новій будівлі та збереження святого Роха як покровителя нової церкви. Святиня перейшла у власність Товариства 1 жовтня 1553 року на церемонії, на якій проповідував Франціско Борджа (1510—1572).
Невелика каплиця була недостатньою для єзуїтів, тому відразу ж почалося планування нової церковної споруди. Король хотів монументальної споруди з трьома нефами, але Товариство підтримувало план, який більше відповідав принципам, проголошеним Тридентським собором, підкреслюючи простоту та функціональність. Перший камінь був закладений у 1555 році, але будівля була перероблена та розширена (нинішня версія) у 1565 році. Королівський архітектор Альфонсу Алваріш (1557—1575), керував роботами з 1566 по 1575 роки до рівня внутрішнього карниза. Роботу згодом продовжував його племінник Балтазар Алваріш (1570—1624), також королівський архітектор. Будівля була завершена Філіпе Терзі (1520—1597), королівським архітектором короля Іспанії та Португалії Філіпа II (1580—1598); Терзі модифікував фасад, стелі, дах та внутрішнє оздоблення.
У той час як капличка орієнтувалася із заходу на схід, нова церква орієнтувалася з півдня на північ. План церкви простий — єдина широка нава, неглибока апсида, практично відсутній трансепт, і підняті амвони між вбудованими галереями над бічними каплицями. Цей стиль, «церква-аудиторії», ідеальна для проповіді, став широко відомий як «єзуїтський стиль» і широко копіювалася по всій Португалії та в португальських колоніальних містах Бразилії та на Далекому Сході. Простий і чистий зовнішній вигляд церкви, характерний для португальського «простого стилю» (estilo chão), контрастує з прикрашеним бароковим інтер'єром з його глазурованими кахлями, позолоченими виробами з дерева, різнокольоровими статуями та картинами, написаними олійними фарбами.
У 1759 році єзуїти — причетні до заколоту дворянства проти короля Жозе I та його прем'єр-міністра, маркіза Помбала (1699—1782) — були вислані з португальської території Помбалом, а Церква Святого Роха була конфіскована разом із прибудовами та резиденціями. Через дев'ять років Королівською хартією від 8 лютого 1768 року власність була передана Лісабонському Святому Дому Милосердя, оригінальна церква та адміністративні будівлі були зруйновані землетрусом 1755 року.
Лісабонському Святий Дім Милосердя і досі є власником Церкви, яка продовжує функціонувати, а частина резиденції єзуїтів працює як музей (порт. Museu de São Roque) наприкінці XIX століття. Інші частини комплексу, а також пізніші споруди, зведені поруч із церквою, досі функціонують як штаб-квартира Святого Дому.

## Загальні оздоблення

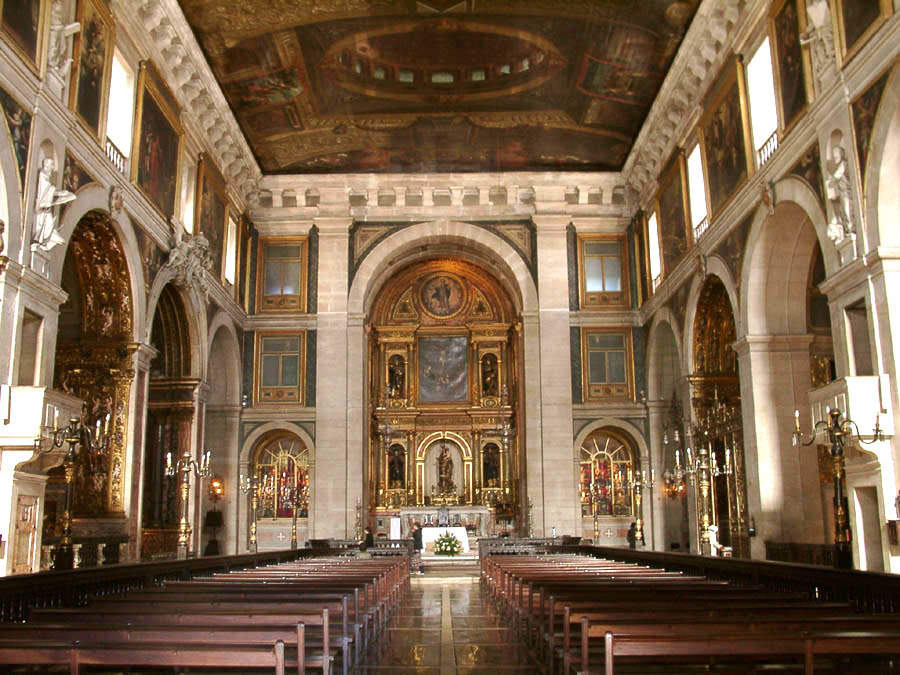
Інтер'єр Церкви, головний вівтар

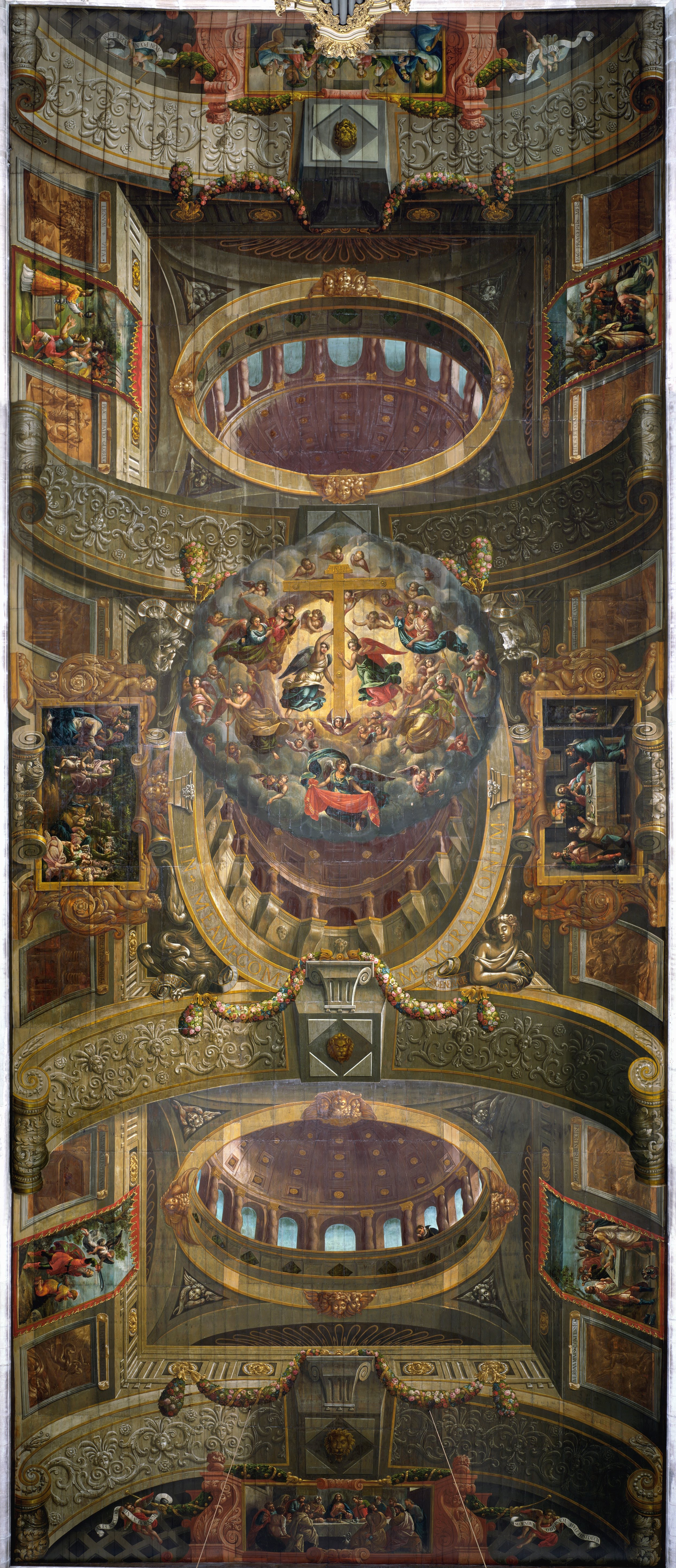
Тромплей на стелі Церкви у стилі маньєризму

Оздоблення Церкви Святого Роха є результатом декількох фаз робіт у XVII—XVIII століть і відбиває ідеали або Товариства Ісуса, або, як у випадку з каплицями, відповідних братств. Загальні декоративні фази — маньєристичні (каплиці Святого Франциска Ксав'є, Святого сімейства); раннє бароко (каплиця Святого Таїнства); пізнє бароко (каплиці Богоматері вчення та Богоматері благочестя); та римського бароко 1740-х років (каплиця Іоанна Хрестителя). Реконструкція ХІХ століття включає будівництво хорової галереї над головним входом, де встановлено орган.
Різні частини церкви (наприклад, стіни під хоровою галереєю та на трансепті) прикрашені кахлями з регіону Тріана в Севільї та датуються традицією 1596 року. Інших частини храму оздоблювали ботанічними елементами, волютами, янголами, символами Страсті та монограмою Товариства Ісуса («ІХС»). У нішах над двома амвонами — білі мармурові статуї чотирьох євангелістів. Навколо верхньої частини нави — єзуїтський живописець початку XVII століття олійними фарбами по колу зобразив життя Ігнатія Лойоли (бл. 1491—1556 рр.), засновника Товариства Ісуса.
Пофарбована стеля нави являє собою тромплей, який створює ілюзію циліндричного склепіння, що підтримується чотирма великими арками, вкритими волютами та іншими декоративними елементами. Між арками намальовані квадратні балкони, а над цими балконами — три величезні куполи, що підіймаються на кільцях відкритих арок і колон. Більшу частину цього між 1584 та 1586 роками було створено художником Франциско Венегаса (1578—1590), королівський художник короля Філіпа III. Єзуїти додали великий центральний медальйон (Слава Хреста), а також 8 великих картин та 12 монохромних панно із зображенням біблійних подій. Стеля біля передньої частини церкви була пошкоджена під час землетрусу 1755 року, її довелось перебудовувати та перефарбовувати. Вся стеля була відреставрована в 2001 році — фарбу очистили або відремонтували.
Бароковий орган (з 1694 трубами) побудований у 1784 році Антоніу Ксав'є Мачадо і Сервейра спочатку був встановлений у монастирській церкві Сау Педру де Алькантара. Проте у 1840-х роках його перенесли до Церкви Святого Роха, де він був встановлений на східному трансепті, повністю затемнюючи вівтар Благовіщення; у хорову галерею перенесений у 1890-х роках. Істотно перебудований кілька разів.

## Пресбітерій, каплиці та вівтарі
Церква складається з пресбітерію, восьми головних бічних каплиць, а також п'ять інших вівтарів у трансептах.

### Пресбітерій

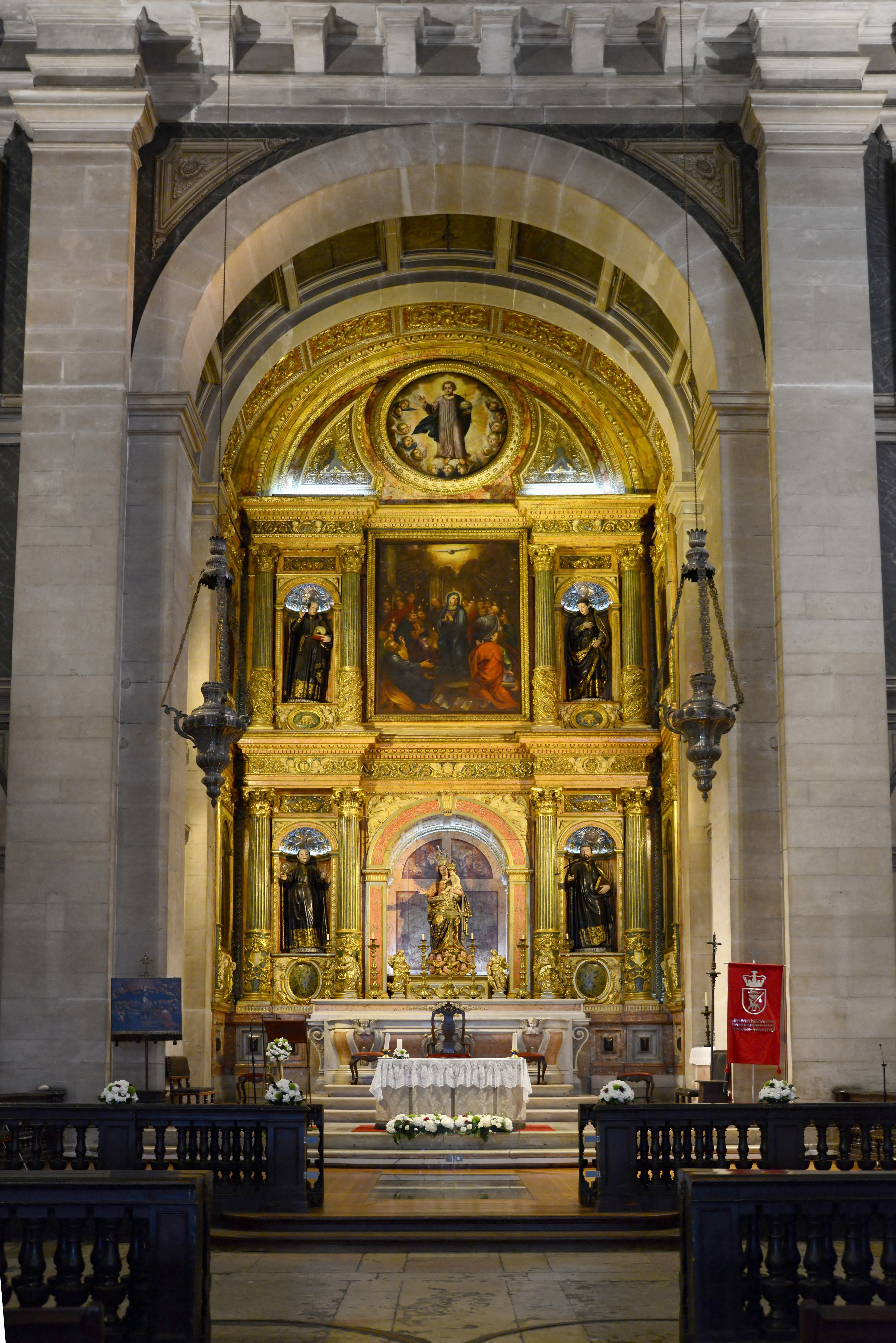
Пресбітерій

Роботу різьблення, позолоти та оббивки пресбітерію замовили три члени Товариства Ісуса. Різьблення зайняло три роки (1625—1628). Дизайн вівтарної частини приписується Теодосіу де Фріашу, а різьблення — майстру Жероніму Коррея.
Композиція вівтарної частини, з довгими пропорціями та декоративною стриманістю, включає парні коринфські колони, встановлені у два рівні. Нижня третина кожної колони прикрашена гірляндами з аканта, волют та завислими об'єктами. Вівтарна частина є однією із найважливіших у єзуїтській традиції: засновник Товариства та його святі — Ігнатій Лойола, Франциск Ксав'є, Алойзій Гонзага та Франсіско Борджа — представлені у чотирьох нішах статуями, вставленими в 1630 році, яку не так давно почали приписувати португальському скульптору Мануелю Перейрі (1604—1667). У центральній ніші нижньої частини вівтарної частини розміщена статуя Мадонни та дитини XVII століття з м'якої деревини. Попереду стоять дерев'яні, вкриті сріблом, статуї чотирьох євангелістів. На верхньому рівні розташована ніша для експозиції Таїнства — «престол» (характерний португальський винахід), зазвичай вкритий розписом олійними фарбами, на якому зображено сцени з Нового Завіту, яка змінюється відповідно до релігійного сезону. Практика зміни сценографії Високого Вівтаря була нововведенням єзуїтів. Престол у Церкві Святого Роха (зазвичай не видно публіці) був одним з перших постійних престолів, створених у Португалії. Він складається з шести корінфських колон та чотирьох арок, круглих геометричних елементів та двох великих різьблених та позолочених бічних панелей із символічними деревами в рельєфі. Це утворює свого роду піраміду на декількох рівнях.
Бічні стіни, що підтримують склепіння над вівтарем, прикрашені чотирма нішами зі статуями, по дві з кожного боку: святий Григорій Чудотворець та Богоматер Зачаття, і Святої Бригіди Шведської та Ечче Гомо. Позаду біля цих бічних стін — чотири картини із зображенням святих Станіслава Костки, Павла Мікі, Іоанна Мученика та Діогу Мученика. Останні троє є святинями-єзуїтами, замученими в Нагасакі, Японія, у 1597 році.
У центрі перед пресбітерієм знаходиться склеп першого Лісабонського патріарха Томаша де Альмейди. Склеп — свинцева коробка, покрита сірим мармуровим надгробком із мідним вкрапленням, написом та гербом Альмейди, увінчана тіарою патріарха.
Право бути похованим у склепі, збудованій під Високим Вівтарем, уло надано Жоао де Борха та його родині. Жоао де Борха, який помер 3 вересня 1606 року в Ескоріалі в Іспанії, зіграв важливу роль в історії Церкви Святого Роха, створивши колекцію релікваріїв, яку він врешті подарував церкві, частина з яких виставлена у релікварійських вівтарях.

### Каплиці

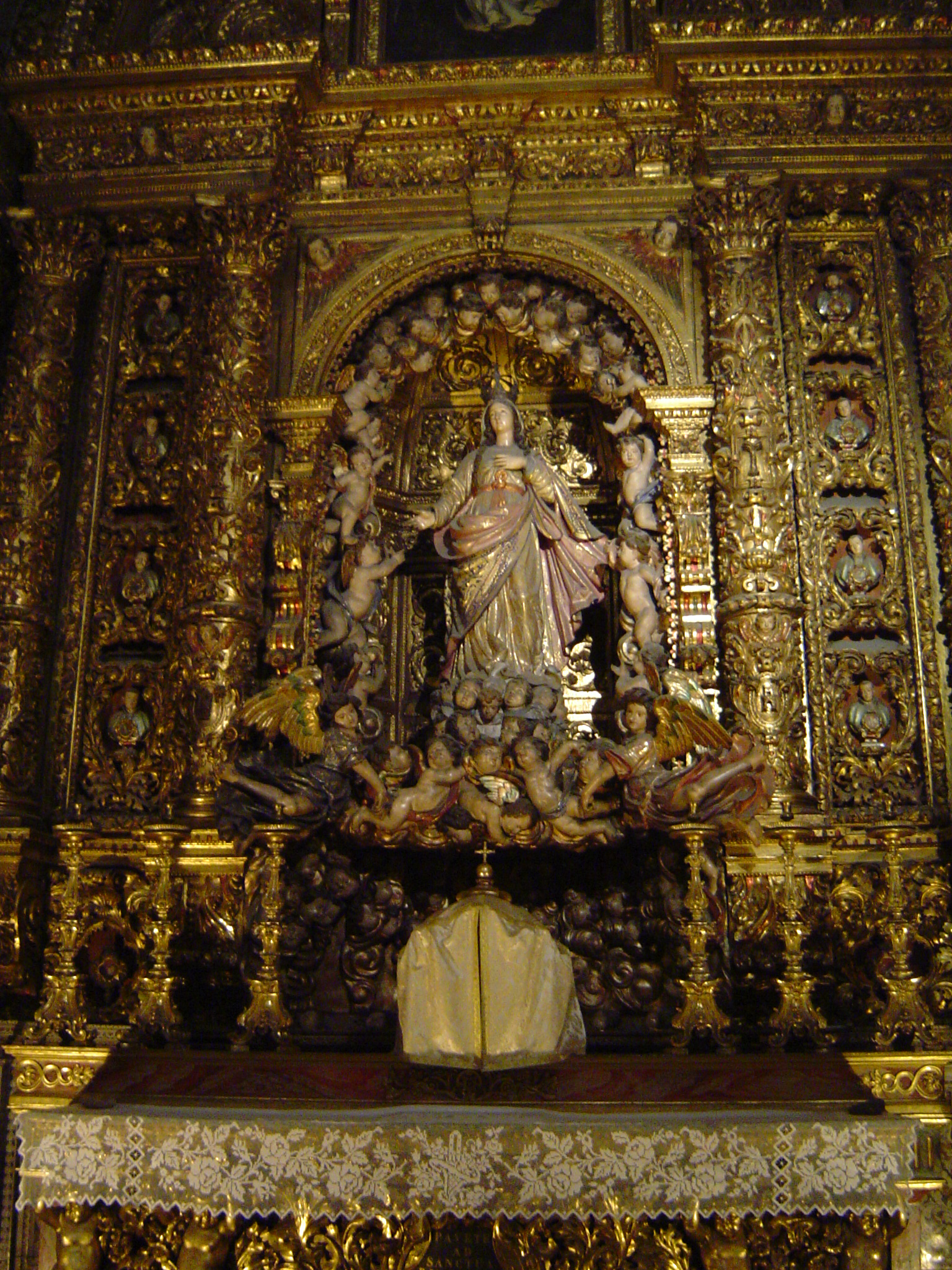
Каплиця Найсвятішого Таїнства

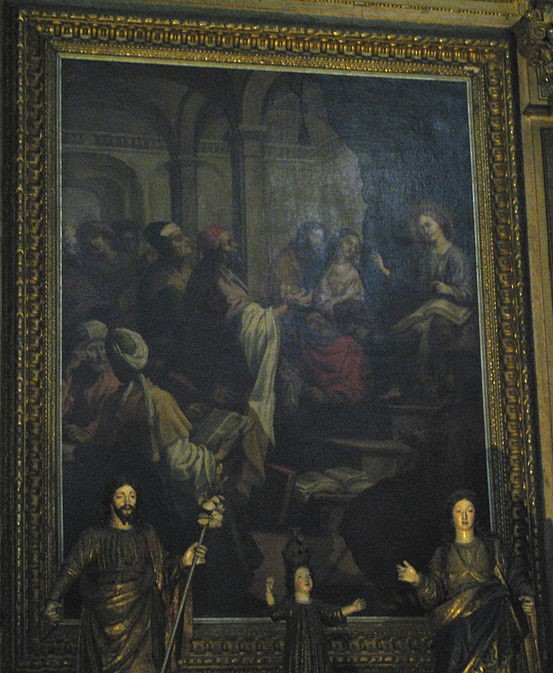
Каплиця Святого сімейства

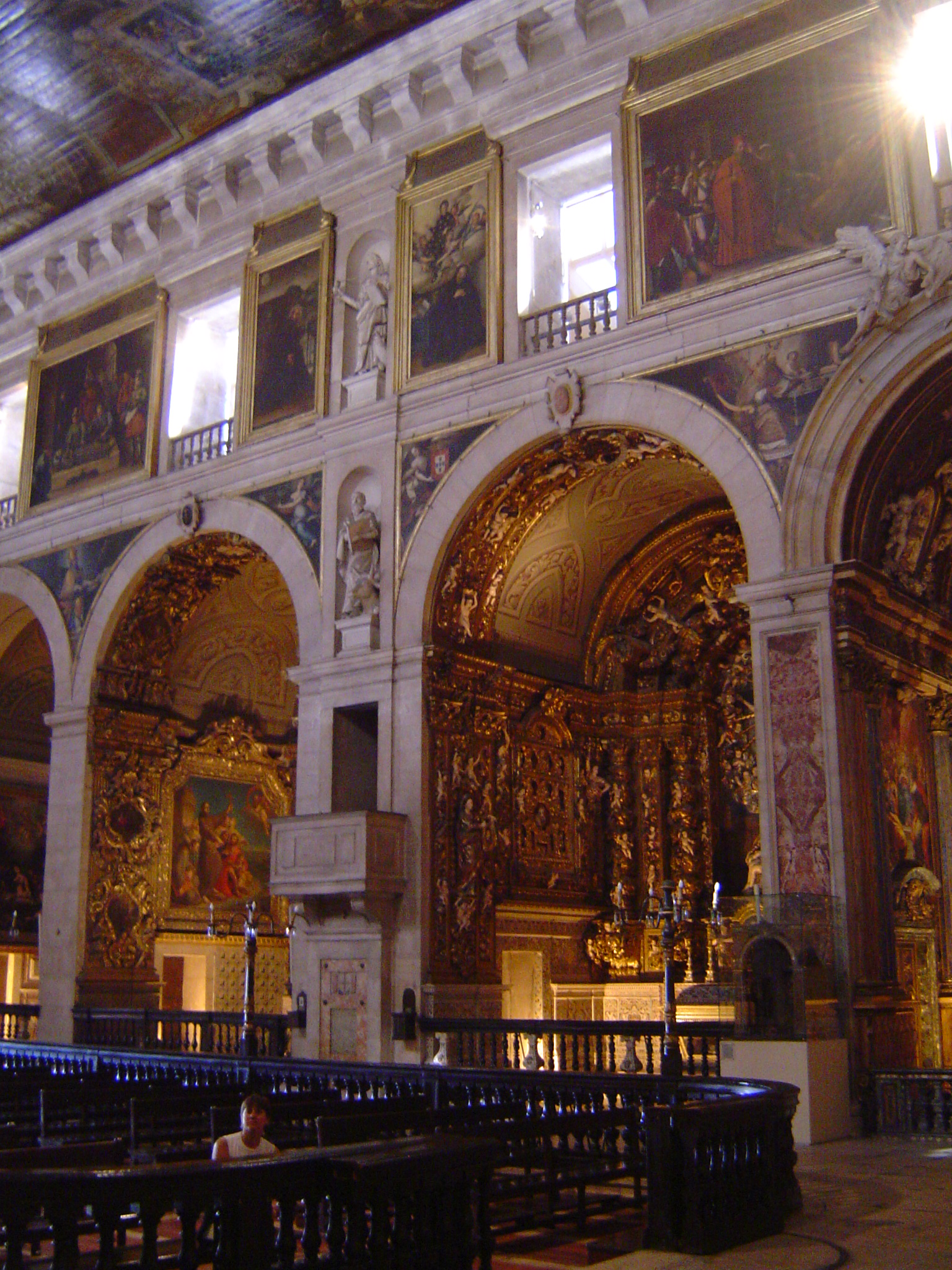
Каплиця Святого Антонія, могила Франциска Трегійського та каплиця Богоматері Благочестя

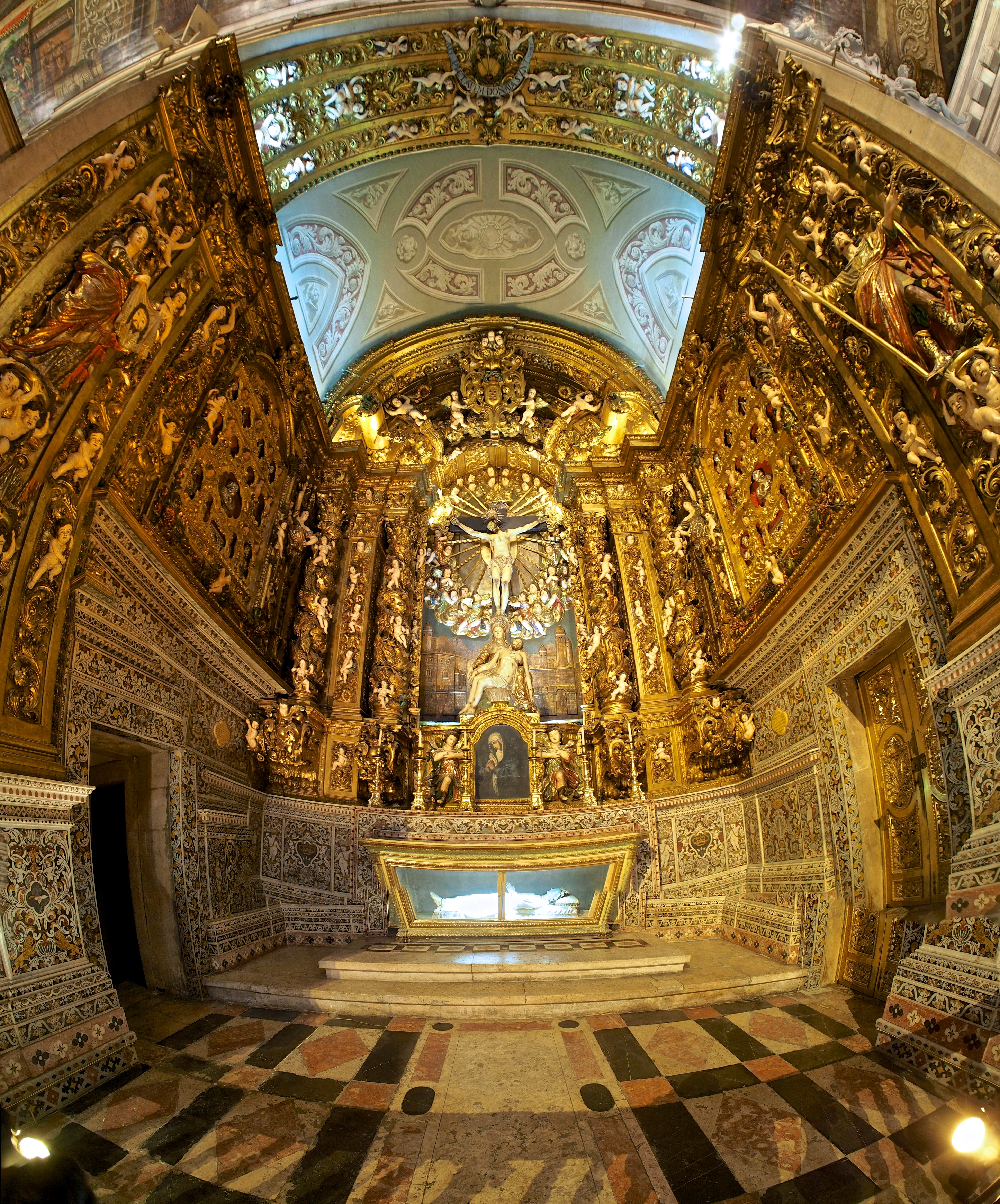
Каплиця Богоматері благочестя

#### Каплиця Богоматері Вчення
Будівництво цієї каплиці (перша каплиця праворуч від нави), розпочате 1 квітня 1634 року, контролювало Братство Богоматері Вчення, яке складалося здебільшого з майстрів та ремісників. Головне зображення у вівтарному творі — зображення на дереві Святої Анни з Дівою Марією на руках (зображення, відоме як Богоматір Вченн) наприкінці XVI століття. Ліворуч та праворуч — скульптури стих Йоакима та Анни, батьків Діви Марії. Хоча побудована ще у XVII столітті, теперішнє оздоблення характерне для португальського бароко (відомого як «національний стиль» або «estilo national») першої половини XVIII століття. Позолочене різьблення (приписують Хосе Родрігесу Рамалью) покриває всю внутрішню поверхню, включаючи стелю. Для нього характерні популярні португальські мотиви — грона та листя винограду, птахи та немовлята.
На панелях з брекчії та на вівтар прослідковуються ботанічні, зоологічні, антропоморфні, геометричні та алегоричні мотиви, виконані майстрами-масонами Мануелем Антунесом і Жоау Тейшейрою (1690 р.).
Скульптура за склом під вівтарем — «Христос у смерті» та датується XVIII століттям.

#### Каплиця святого Франциска Ксав'єра
Друга каплиця праворуч, що вшановувала ранніх єзуїтських місіонерів в Індії та на Далекому Сході, святого Франциска Ксав'єра (1506—1552), також була зведена в 1634 році. ЇЇ оздоблення, що датується першою половиною 17 століття, характерне для маньєристського періоду: класичне, чисте та врівноважене. Вівтарна частина приписується майстру-різьбяру Жероніму Коррейа. На ньому зображення Ксав'єра у XVII столітті з м'якої деревини і фланковано парами коринфських колон, нижня третина яких, а також фризи між колонами, вирізані та позолочені. Дві картини маслом на бічних стінах, художник Жозе де Авелару Ребело, зображують папу Павла III, який приймає святого Франциска Ксав'єра та його товаришів та святого Франциска Ксав'єра, якого благословляє король Жуан III на дорогу до Індії в 1541 році.

#### Каплиця Святого Роха
Ця каплиця (третя каплиця праворуч) датується другою половиною XVI століття, з часів будівництва єзуїтської церкви. За традицією вівтар стоїть на місці апсиди каплиці часів чуми. Каплиця досі у відомстві Братства Святого Роха.
Ця каплиця відрізняється від інших: класична за структурою та поєднує в собі геометричні архітектурні елементи. ЇЇ декор відбиває тогочасний смак, використовуючи елементи «Національного стилю». Тип позолоченого різьблення — золоті елементи на білому тлі — унікальний в оздобленні церкви. Вівтарна частина була завершена у 1707 році, замінивши попередню. У центральній ніші розташована статуя Святого Роха, виконана з м'якого дерева, яка, за традицією, є точно заввишки самого Святого — 140 см. До вівтарної частини також належать скульптури святого Якова та святого Севастіана, а також шість деревних статуеток у чотирьох євангелістів і святих Петра і Павла.
Картина на лівій бічній стіні «Поява ангела до Святого Роха» (кін. XVI ст.) вважається однією з найкращих робіт художника-маньєриста Гаспара Діаша (бл. 1560—1590 рр.).
Стіни каплиці покриті плиткою майоліки, датованою 1584 року і підписані Францишку де Матушом. Вони поєднують стилізовані натуралістичні зображення з геометричними візерунками та іконографічними елементами, пов'язаними зі Святим Рохом.

#### Каплиця Найсвятішого Таїнства
Четверта каплиця праворуч була заснована в 1636 році. Спочатку вона була присвячена Богоматері Успіння, а потім Богоматері Зачаття і Допомоги Тим, Хто При Смерті.
Святе Таїнство було перенесено у цю каплицю з Високого вівтаря.
Нинішнє оздоблення датується кінцем XVII — початком XVIII ст. Вівтарна частина — робота лісабонського майстера-різьбяра Матіаша Родрігеса де Карвальо. Нижня частина стін з брекчії була закінчена у 1719 році.

#### Каплиця Святої Родини
Ця каплиця (перша каплиця ліворуч), 1634 р., належала шляхетній родині. Класичний стиль каплиці схожий на стиль пресбітерію. Вівтарна частина також приписується Жероніму де Корнейра та картина в ньому, «Ісус серед лікарів» приписується Жозе Авелару Ребело; тут знаходяться скульптури Ісуса, Марії та Йосифа. Дві картини на бокових стінах — «Поклоніння волхвів» та «Поклоніння пастухів» — роботи художника раннього бароко, Андре Рейносо (активна діяльність 1623—1641 рр.).

#### Каплиця Святого Антонія
Друга каплиця зліва, присвячена святому Антонію Падуанському (бл. 1195—1231), була заснована Педро Мачаду де Бріту, який залишив заповіт з проханням поховати тут його самого та його нащадків. Капдлицябув побудована в 1635 році, але частково зруйнована в результаті землетрусу 1755 року. Оздоблена у ранньому класичному стилі з елементами бароко XVIII століття та деякими змінами, внесеними реставрацією у XIX столітті. Різнокольорова статуя святого Антонія виконана з м'якої деревини епохи маньєризму. На бічних стінах знаходяться дві картини XVIII століття Вієйри Лузітану (1699—1783), королівського живописця короля Жуана V: «Святий Антоній, який проповідує рибі» і «Спокуси святого Антонія та його Бачення Богородиці».

#### Каплиця Богоматері Благочестя
Ця каплиця (третя ліворуч) — місце поховання її засновника Мартіма Гонзальвеса да Камара (1539—1613), королівського чиновника короля Себаштіана. За будівництвом та оздобленням цієї каплиці (1686—1711), наглядало Братство Богоматері Благочестя.
Вівтарна частина датується 1708 роком і є роботою майстра-різьбяра Бенту да Фонзеки де Азеведу. Центральне зображення — «Голгофа», навколо якого ангели з м'якої деревини на барельєфному тлі, зробленому з гіпсу, розписаному темперою та позолотою, що, ймовірно, відтворює Єрусалим. У каплиці прекрасна скульптура п'єти XVII століття, виконана з м'якої деревини.
Ніші зі скульптурами святих XVIII століття — Лонгин праворуч та Вероніка ліворуч — з боків вхідної арки. Це було інноваційно і посприяло виникненню театрального смаку в оздобленні церков у Португалії. У цій композиції святі діють як глядачі центральної сцени: Голгофа та Пєта на мальовничому тлі, намальованому на панелі, що закриває вівтарну частину. Монументальний сакраріум із картиною Божої Матері Божої та «мереживом» ангелів, що оточують промені від розп'яття, є типовими елементами лісабонської школи оздоблення. У склі під вівтарем — скульптура Богоматері Щасливої Смерті ХІХ століття.
Ця каплиця відбиваєвплив італійського бароко та, одночасно, перехід між португальським маньєризмом у його останній фазі та наступним стилем, типовим для періоду правління Жоана V. Оформлення Капцилі мало значний вплив на оздоблення та композицію кількох інших важливих каплиць в інших містах країни.

#### Каплиця Іоанна Хрестителя

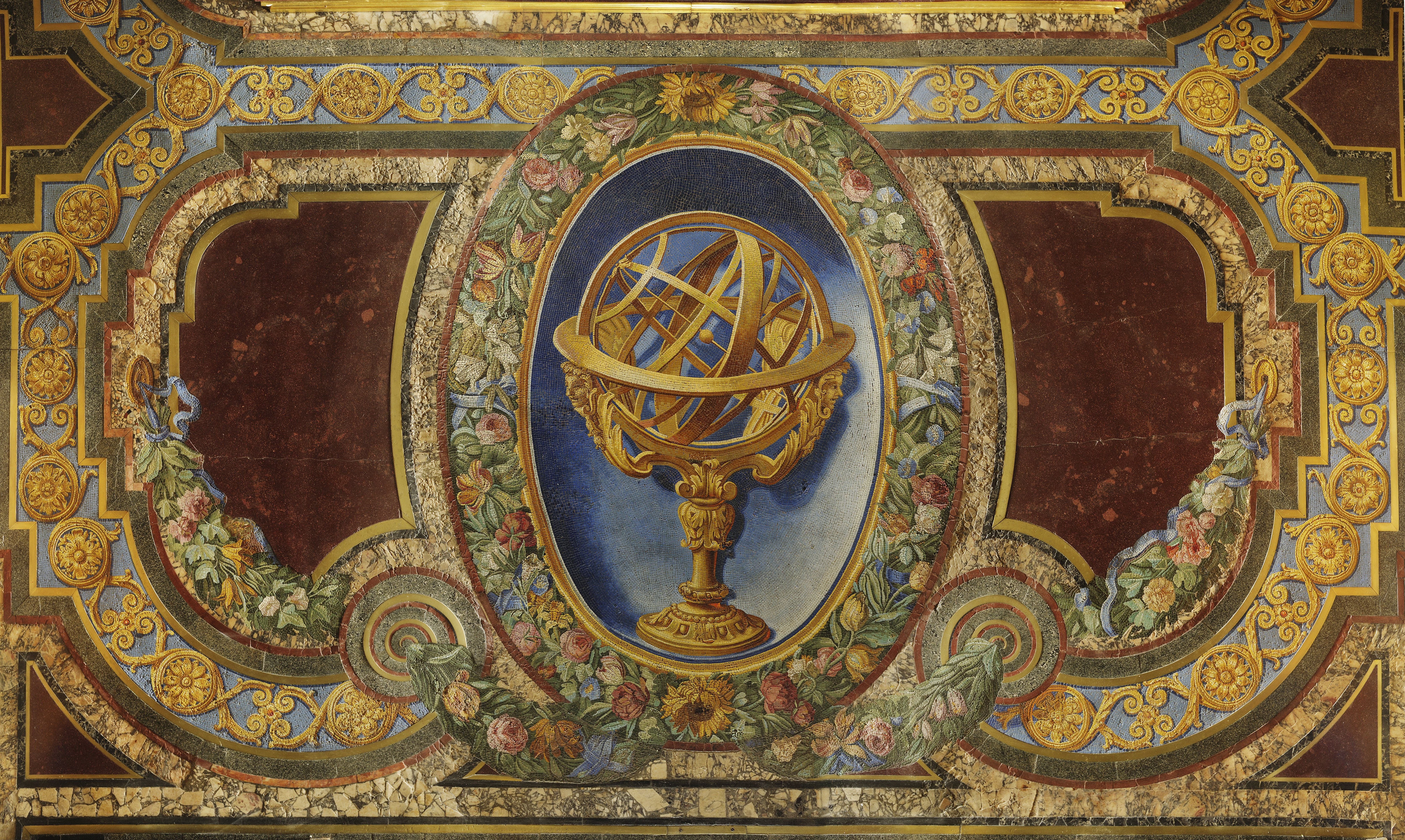
Мозаїчна підлога каплиці Іоанна Хрестителя. Армілярна сфера була національним символом Португалії з часів правління короля Мануеля I, алюзія на португальську епоху відкриття.

Каплиця була замовлена в 1740 році королем Жуаном V.
Вважалась найдорожчою каплицею в Європі, побудована внаслідок надходження золота та інших багатств, які прибували до Португалії з Бразилії. План будівництва та матеріали контролювали архітектори Луїджі Ванвітелі (1700—1773) та Нікола Сальві (1697—1751).
Каплиця спочатку була побудована у Римі, освячена папою Бенедиктом XIV (15 грудня 1744 року) та 6 травня 1747 року Пантифік провів у ній месу. У вересні того ж року Мануель Перейра де Сампайю, посол Португалії при Священному Престолі, сприяв демонтажу каплиці та її транспортування трьома кораблями до Лісабону, де її знову зібрали в Сау Рохе, в колишній каплиці XVII століття. За монтажем наглядали Франческо Фелізіані та Паоло Нікколі (або Рікколі), а також італійський скульптор Алессандро Джусті (1715—1799).
Каплиця ввела в Португалію новий стиль — рококо.
Впроваджуються такі елементи, як фестони, гірлянди, ангели, які у поєднанні з класичною строгістю структурної композиції лягли в основу смаку, який задав тенденції португальської позолоченого різьблення по дереву.
Бічні панелі — Благовіщення та П'ятдесятниця — і центральна панель — Хрещення Христа — а також підлога (відбиває армілярну сферу) — мозаїки, чудові своїми нюансами та почуттям перспективи.
Дорогоцінні матеріали вимагались Португальський королівським двором; тому у Каплиці можна зустріти кілька видів декоративних каменів: лазурит, агат, алебастр, мармур з Каррари, аметист, фіолетовий порфір, зелений порфір, французький біло-чорний, брекчія, діаспори та інші. Окрім різних мармурів та мозаїк, також була використана позолочена бронза, а на вівтарній платформі — маркетрі з дорогоцінного дерева та слонової кістки.
Каплиця святого Іоанна Хрестителя — італійський (римський) витвір мистецтва, завершений та неповторний у своєму стилі.

### Могила Франциска Трегіана
Під західним амвоном, між каплицями Святого Антонія та каплицею Богоматері Благочестя, знаходиться вертикальна гробниця Франциска Трегіана (1548—1608), провідного англійського католицького рекузанта.

### Релікварні вівтарі
Колекція релікваріїв XVI—XVII століть Церкви Святого Роха сьогодні можна побачити у двох релікварійних вівтарях, Святих Мучеників (чоловіків) та Святих Мучеників (жінок). Багато з них пов'язані з Товариством Ісуса.
Більшість із релікваріїв — це подарунки Жоау де Борджіа (1533—1606), другого сина святого Франсіска Борджіа (1510—1572). Він був послом Кастилії за часів Філіпа II, Імператорського двору в Празі за часів Рудольфа II, а пізніше — Риму. Жоау вдалось зібрати першокласну колекцію реліквій з Риму, Угорщини, Богемії та Кельна, яку він повернув до Ескаріалу, де він склав акт дарування їх на користь Церкви Святого Роха в 1587 році. Натомість, вдячні єзуїти дозволили поховати Жоау та його дружину, а також їхніх нащадків у головній каплиці.
Релікварії, представлені у Церкві, — це здебільшого зброя, чоловічі та жіночі тулуби, урни, монстрації. Більшість із них, із своїми папськими грамотами, мають велику історичну та мистецьку цінність.

#### Вівтар Благовіщення
Невеликий Вівтар Благовіщення (в правому/східному трансепті) названий через картину Гаспара Діаша, яка тут знаходиться, «Благовіщенням Ангел Гавриїла до Діви Марії». Зруйнований у XVIII столітті, вівтар був відреставрований у 1890-х роках.
Антоніу де Кастру, священник Церкви Святого Роха, попросив збудувати цей вівтар як його усипальницю. Д. Антоніо помер 8 вересня 1632 року і похований тут разом зі своєю сім'єю та своїм викладачем з Коледжу Коїмбри, відомим філософом-єзуїтом Франциско Суаресом (1548—1617). Суарес відомий як попередник сучасних теорій міжнародного права.

#### Вівтар Пресвятої Трійці
Цей вівтар замовив у 1622 році Гонзало Пірес де Карвальо, наглядач Королівських (тобто громадських) Робіт, та його дружина Каміла де Норонья як свою гробницю. Він був побудований у стилі маньєризму. Це найстаріша вціліла вівтарна частина в єзуїтській церкві в Португалії. У центрі — драматична скульптура, з чіткими бароковими характеристиками, Богоматері Милосердної, або П'єти, XVIII століття.

#### Вівтар Малюка
Центральною темою цього вівтаря XVII століття є ліжечко Ісуса. Гравійовані срібні ясла є релікварієм і містять фрагменти дерева з ліжечка із Санта-Марія-Маджоре в Римі, подаровані папою Климентом VIII (1592—1605) Жоау Альваресу, помічник Товариства Ісуса в Португалії.

### Ризниця
Ризниця є однією з найбільш ранніх сакральних об'єктів, побудованих Товариством Ісуса, згідно з традиціями за Тридентським Собором.
Уздовж бічних стінок ризниці — два великі коштовні комоди XVII століття, виготовлені з жакаранди та палісандру, оздоблені ебеном та інкрустовані слоновою кісткою. Стіни майже повністю покриті трьома рядами цінних картин. Найнижчий ряд із двадцяти картин, що вважаються найважливішими, розповідає про чудеса з життя святого Франциска Ксав'єра, про його подорожі на Далекий Схід. Вони були створені португальським живописцем-маньєристом XVII століття Андре Рейнозу.
Стеля ризниці — склепіння, поділене на кесони, прикрашені фресками XVII століття, які містять емблеми з біблійними символами, згадують про Діву Марію.

## Інші поховання
- Ніколас Скерретт, архієпископ Туамський в Ірландії з 1580 по 1583 роки.